# Лобија (Бриндизи)
Лобија (итал. Lobia) је насеље у Италији у округу Бриндизи, региону Апулија.
Према процени из 2011. у насељу је живело 56 становника. Насеље се налази на надморској висини од 18 м.